# Ettore D'Alessandro
Ettore D'Alessandro (Casale Monferrato, 4 giugno 1975) è un attore italiano.

## Filmografia

### Cinema
- Una canna con Goldrake, regia di Giuseppe Gandini (1999)
- Branches, regia di Mauro Borrelli (2004)
- Mary, regia di Abel Ferrara (2005)
- The Call, regia di Antoine Fuqua (2006)
- K. Il bandito, regia di Martin Donovan (2007)
- L'allenatore nel pallone 2, regia di Sergio Martino (2008)
- Sambá, regia di Israel Cárdenas e Laura Amelia Guzmán (2017)

### Televisione
- Turbo, regia di Antonio Bonifacio - Miniserie TV (2000)
- Commesse 2, regia di José María Sánchez - Miniserie TV  (2002)
- Distretto di Polizia – serie TV, episodi 7x07-11x09 (2007-2011)
- Il capo dei capi, regia di Enzo Monteleone e Alexis Sweet - Miniserie TV  (2007)
- R.I.S. 4 - Delitti imperfetti, regia di Pier Belloni - Serie TV - 4 episodi (2008)
- Intelligence - Servizi & segreti, regia di Alexis Sweet - Miniserie TV (2009)
- La nuova squadra 2, registi vari - Serie TV (2009)
- Don Matteo 7 - Serie TV - Episodio: La ragazza senza nome, regia di Giulio Base (2009)
- La leggenda del bandito e del campione, regia di Lodovico Gasparini - Miniserie TV (2010)
- Distretto di polizia 11 - Serie TV - Episodio: Amore in vendita, regia di Alberto Ferrari (2011)
- Le tre rose di Eva - serie TV (2012)